# Withrow (Washington)
Withrow es un área no incorporada ubicada en el condado de Douglas en el estado estadounidense de Washington.

## Geografía
Withrow se encuentra ubicado en las coordenadas 47°37′33″N 120°13′31″O / 47.62583, -120.22528.